# Różowa Pantera (seria filmów)

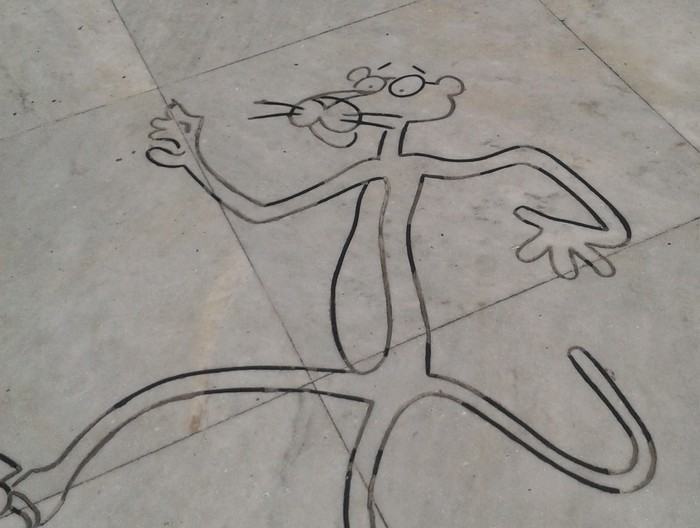
Różowa Pantera

Różowa Pantera – seria filmów kryminalno-komediowych, których głównym bohaterem jest francuski detektyw, inspektor Clouseau. Serię zapoczątkował film Różowa Pantera z 1963 roku, w którym akcja toczy się wokół cennego diamentu o tej nazwie. Nazwa diamentu wzięła się ze skazy, która znajduje się na nim i która przypomina wyglądem panterę.
Seria filmów o inspektorze Clouseau:
- Filmy z Peterem Sellersem
  - 1963 – Różowa Pantera
  - 1964 – Różowa Pantera: Strzał w ciemności
  - 1975 – Powrót Różowej Pantery
  - 1976 – Różowa Pantera kontratakuje
  - 1978 – Zemsta Różowej Pantery
  - 1982 – Na tropie Różowej Pantery

- Filmy z Alanem Arkinem
  - 1968 – Inspektor Clouseau
- Filmy z Rogerem Moore’em
  - 1983 - Klątwa Różowej Pantery

- Filmy z Robertem Benignim
  - 1993 – Syn Różowej Pantery

- Filmy ze Steve'em Martinem
  - 2006 – Różowa Pantera
  - 2009 – Różowa Pantera 2